# Illa Matapalo
L'illa Matapalo és una illa situada a la regió de Tumbes, Perú, a l'Oceà Pacífic. Està separat del continent per un estret de 198 a 273 m d'ample, en orientació est-oest. Amb una superfície total de 6,08 km², és la més gran de les illes peruanes al golf de Guayaquil.
La vegetació present a l'illa consisteix en boscos de manglars, boscos tropicals secs i prats.